# Shūgha Köli
Shūgha Köli är en saltsjö i Kazakstan.   Den ligger i oblystet Östkazakstan, i den östra delen av landet, 600 km öster om huvudstaden Astana.